# Codex Gigas

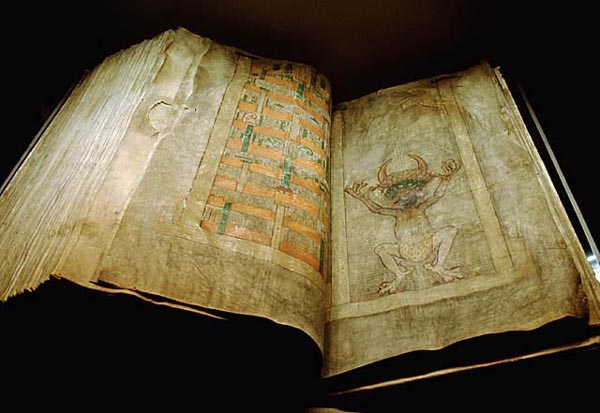
Codex Gigas, il più grande manoscritto medievale al mondo

Il Codex Gigas (in italiano: Libro Gigante) è il più grande manoscritto medievale esistente al mondo. È stato ipotizzato che sia stato creato nel monastero benedettino di Podlažice in Boemia (ora nella Repubblica Ceca): la sua realizzazione si colloca nel primo trentennio del XIII secolo. Il manoscritto fu preso come bottino di guerra dall'esercito svedese durante la Guerra dei trent'anni, ed è tuttora conservato presso la Biblioteca nazionale svedese a Stoccolma.
È anche conosciuto col nome di Bibbia del Diavolo per la grande illustrazione del demonio in esso contenuta e per la leggenda riguardo al fatto che l'autore, per scriverlo, abbia richiesto l'aiuto del demonio. Infatti secondo la leggenda egli era un monaco che s'impegnò, isolandosi nella sua cella, a produrre in una notte un'opera che glorificasse il suo monastero.

## Contenuto
Il Codex Gigas include l'intera Bibbia, tratta quasi interamente dalla Vulgata, ad eccezione degli Atti degli Apostoli e dell'Apocalisse di Giovanni, che sono invece tratti dalla Vetus Latina.
Il codice include anche: le Antichità giudaiche e la Guerra giudaica di Giuseppe Flavio, le Etymologiae di Isidoro di Siviglia, una storia della Boemia (Chronica Boëmorum) di Cosma Praghese, vari trattati (di storia, etimologia e fisiologia), un calendario con la lista dei santi, l'elenco dei monaci dei monasteri di Podlažicama, formule magiche e altri documenti, tra cui gli alfabeti greco, cirillico ed ebraico. L'intero libro è scritto in latino. Fra tutte, la parte di maggior rilievo storico è la cronaca di Cosma, di cui la copia presente nel Codex è considerata la più fedele e più antica.
Il manoscritto include miniature in rosso, blu, giallo, verde ed oro. Le maiuscole iniziali sono minuziosamente miniate e frequentemente occupano l'intera pagina.
L'aspetto del manoscritto resta fondamentalmente invariato dall'inizio alla fine, così come la calligrafia dello scrivano, che non mostra segni di anni di malattia o di cambiamenti di umore. Questo fatto ha alimentato la credenza che il manoscritto sia stato scritto in un periodo di tempo incredibilmente breve. 
In realtà alcuni studiosi hanno stimato che l'opera potrebbe essere il lavoro di un solo uomo, che ci lavorò per oltre vent'anni.

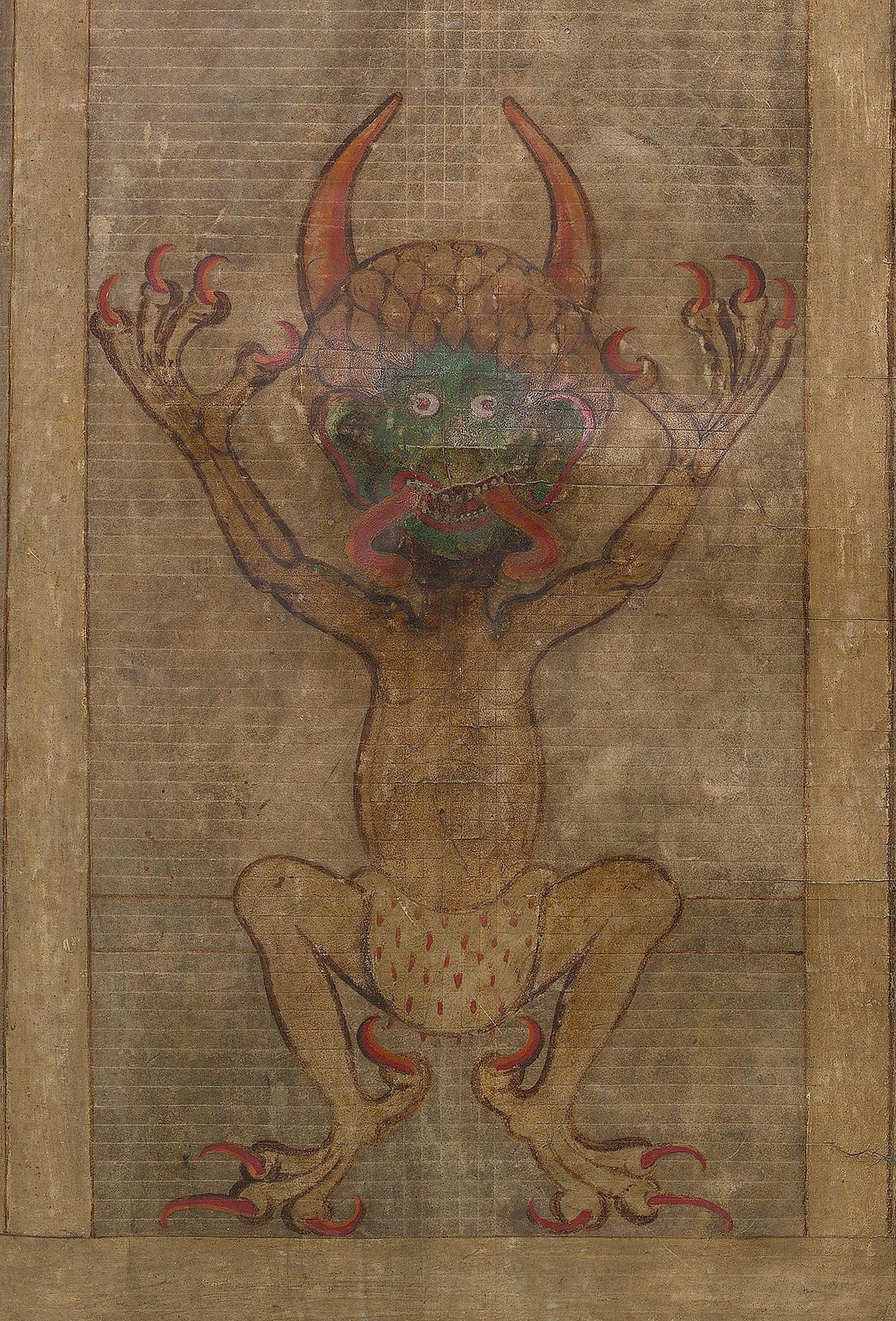
Illustrazione del Diavolo, pagina 577 (Folio 290 Recto). La leggenda narra che il codice sia stato creato da un monaco che vendette la sua anima al Demonio.

Degna di nota è la pagina 577, che contiene un'immagine del Diavolo a tutta pagina.
Alcune pagine prima dell'immagine sono scritte su fogli di pergamena stranamente anneriti che le danno un aspetto inquietante, in qualche modo differente dal resto del codice.

## Caratteristiche

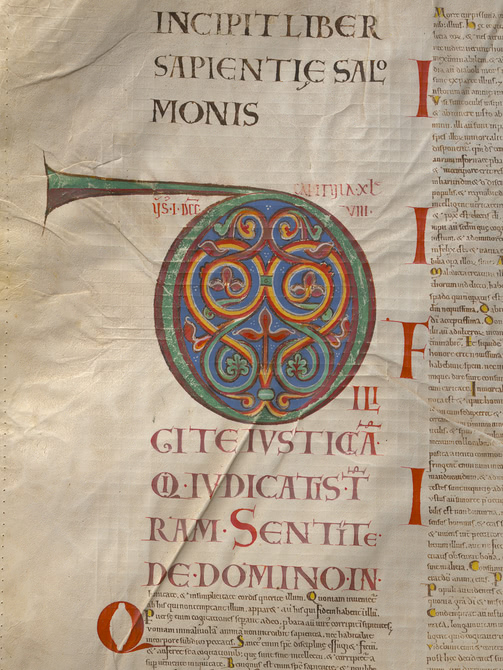
Il codice è riccamente miniato

Il Codex Gigas è contenuto in una copertina di legno ricoperta di pelle, con alcuni ornamenti in metallo. Le dimensioni sono: 92 centimetri di lunghezza, 50 di larghezza e 22 di spessore, misure che lo rendono il manoscritto più voluminoso del medioevo con un peso di 75 kg. Inizialmente conteneva 310 pagine di vellum, ma otto di queste sono state successivamente rimosse provocando ulteriori sospetti riguardo all'origine. I fogli sono tutti numerati sul recto, sebbene tale dettaglio fu aggiunto solo più tardi, probabilmente nel XVII secolo.
Nonostante la grandezza del manoscritto potesse rendere difficile la consultazione, il libro è stato spesso utilizzato da monaci e studiosi, come dimostrano varie note scritte su diverse pagine da persone differenti.

## Storia
Il codice pare sia stato creato da un certo Herman il Recluso nel monastero Benedettino di Podlažice nei pressi di Chrudim, che venne distrutto nel XV secolo. Nel codex, il 1229 viene registrato come l'anno di completamento dell'opera. Il libro fece poi la sua comparsa nel monastero cistercense di Sedlec e successivamente venne acquistato da quello benedettino di Břevnov. Dal 1477 al 1593 fu custodito nella biblioteca di un monastero di Broumov fino a quando non venne trasferito a Praga nel 1594 per entrare a far parte della collezione di Rodolfo II d'Asburgo.
Alla fine della Guerra dei Trent'anni, nel 1648, tutta la collezione di Rodolfo II venne presa dall'esercito svedese. Dal 1649 il manoscritto si trova nella Biblioteca Reale di Svezia a Stoccolma. In seguito il Codex Gigas attirò la curiosità della regina Cristina I di Svezia, la quale avendo messo insieme una vasta biblioteca oggi in parte andata perduta, si interessò anche a questo libro fino a quando non abdicò nel 1655 per poi lasciarlo a Stoccolma.
Il 7 maggio 1697 scoppiò all'interno del castello reale un incendio che partendo dall'ala nord colpì anche la Biblioteca reale e molti dei libri furono messi in salvo. Il Codex Gigas, date le sue enormi dimensioni e il suo peso, per essere salvato dalle fiamme fu lanciato da una finestra del palazzo. Andarono comunque smarrite alcune pagine.
Nel settembre 2007, dopo 359 anni, il Codex Gigas è stato riportato a Praga in prestito fino a gennaio 2008 (a disposizione della Biblioteca Nazionale Ceca).

## Leggenda
La leggenda vuole che a redigere il manoscritto fu un monaco che aveva infranto i propri voti ed era perciò stato condannato ad essere murato vivo. Per evitare tale punizione, il monaco promise di creare in una sola notte un'opera monumentale che potesse contenere al suo interno tutto lo scibile umano.
Verso mezzanotte, resosi conto dell'impossibilità dell'impresa, evocò il diavolo implorando il suo aiuto. Egli glielo concesse, in cambio, però, della sua anima immortale. Il monaco acconsentì al patto e volle anche aggiungere un'immagine di Satana in segno di gratitudine.
Tale leggenda deriverebbe dal nome stesso con cui è conosciuto il monaco, ovvero Herman inclusus, ossia "il recluso", da cui l'idea della condanna ad essere murato vivo. Tuttavia, recenti studi ipotizzano che il nome potrebbe derivare da una libera scelta di reclusione da parte del monaco, come anche la decisione di redigere il manoscritto stesso, verosimilmente al fine di espiare i propri peccati.